# Радио-телевизија Федерације Босне и Херцеговине
Радио-телевизија Федерације Босне и Херцеговине (локално позната као Радиотелевизија Федерације Босне и Херцеговине или скраћено РТВФБиХ) јавни је медијски сервис Федерације Босне и Херцеговине и део система јавног емитовања Босне и Херцеговине.
Радијски и телевизијски програм је углавном емитован на бошњачком и хрваткосм језику. Седиште РТВФБиХ налази се у Сарајеву (заједно са јавним емитером БХРТ и локалним јавним емитером ТВСА). Телевизијски програм се првобитно емитовао на два телевизијска канала (ФТВ 1 и ФТВ 2). Од априла 2003. године, телевизијски програм се емитује као један (под ознаком ФТВ).
РТВФБиХ тренутно садржи две организационе јединице:
- Федерални радио — јавни радио сервис ентитета
- Федерална телевизија — јавни телевизијски канал ентитета